# A Vision of Spring in Winter
A Vision of Spring in Winter – poemat angielskiego poety Algernona Charlesa Swinburne’a, opublikowany w tomiku Poems and Ballads. Second Series, wydanym w Londynie w 1878 roku przez spółkę wydawniczą Chatto & Windus i wznowionym w Nowym Yorku w 1885, składający się z siedmiu numerowanych części. Utwór jest napisany strofą dwunastowersową. Opowiada o świecie budzącym się z uśpienia do życia.
O tender time that love thinks long to see,
Sweet foot of spring that with her footfall sows
Late snowlike flowery leavings of the snows,
Be not too long irresolute to be;
O mother-month, where have they hidden thee?
Out of the pale time of the flowerless rose
I reach my heart out toward the springtime lands,
I stretch my spirit forth to the fair hours,
The purplest of the prime;
I lean my soul down over them, with hands
Made wide to take the ghostly growths of flowers;
I send my love back to the lovely time.